# 13150 Паолотесі
13150 Паолотесі (13150 Paolotesi) — астероїд головного поясу, відкритий 23 березня 1995 року.
Тіссеранів параметр щодо Юпітера — 3,130.